# Hippurella annulata
Hippurella annulata is een hydroïdpoliep uit de familie Plumulariidae. De poliep komt uit het geslacht Hippurella. Hippurella annulata werd in 1877 voor het eerst wetenschappelijk beschreven door Allman. 